# Cheshire West (circonscription du Parlement européen)
Avant l’adoption uniforme de la représentation proportionnelle en 1999, le Royaume-Uni utilisait le système uninominal à un tour pour les élections européennes en Angleterre, en Écosse et au pays de Galles. Les conscriptions du Parlement européen utilisées dans ce système étaient plus petites que les circonscriptions régionales les plus récentes et ne comptaient chacune qu'un seul membre au Parlement européen.
La circonscription de Cheshire West était l'une d'entre elles.

## Limites
De 1979 à 1984, il se composait des circonscriptions parlementaires de Bebington and Ellesmere Port, Birkenhead, City of Chester, Nantwich, Northwich, Wallasey et Wirral. De 1984 à 1994, il comprenait, City of Chester, Eddisbury, Ellesmere Port and Neston, Halton, Wallasey, Wirral South, and Wirral West.